# Chrysogorgia campanula
Chrysogorgia campanula is een zachte koraalsoort uit de familie Chrysogorgiidae. De koraalsoort komt uit het geslacht Chrysogorgia. Chrysogorgia campanula werd in 1944 voor het eerst wetenschappelijk beschreven door Madsen.